# Walter Audisio
Walter Audisio (Alessandria, 28 de junio de 1909 - Roma, 11 de octubre de 1973) fue un político y resistente comunista italiano. Según la versión oficial, fue la persona que dio muerte a Benito Mussolini.

## Biografía
En la escuela, Walter Audisio fue un alumno brillante. Su primer trabajo consistió en fabricar sombreros Borsalino durante la Gran Depresión. Luego, trabajó durante años como contable antes de unirse en 1931 a un grupo de antifascistas clandestinos. El grupo fue descubierto por los servicios de seguridad italiana, la OVRA (Organización de Vigilancia y de Represión del Antifascismo). En 1934, fue condenado a 5 años de reclusión en la isla de Ponza. Liberado durante la Segunda Guerra Mundial, continuó realizando actividades contra el ejecutivo de Mussolini, y en septiembre de 1943 comenzó a organizar los primeros grupos de partisanos en la ciudad de Casale Monferrato. En esta época, trabajó en la función civil fascista.
Durante la guerra, se unió al Partido Comunista Italiano para convertirse en inspector de las Brigadas Garibaldi, una facción del Comité de Liberación Nacional, comandando las formaciones que operaban en la provincia de Mantua y en la llanura Padana. Hacia enero de 1945, fue una de las figuras principales del movimiento de resistencia italiano milanés. Utilizó el nombre de guerra «comandante Valerio», un nombre probablemente utilizado también por Luigi Longo.
Como figura oficial del Comité de Liberación Nacional, recibió el 28 de abril de 1945 la orden de entrar en Dongo y ejecutar la pena capital decretada contra Mussolini y otros miembros jerárquicos del régimen fascista. La muerte de Mussolini sigue aún hoy en día rodeada de misterios. Audisio siempre sostuvo que él mismo fusiló al dictador y a su amante Clara Petacci.
Después de la guerra, Walter Audisio continuó militando en el seno del movimiento comunista. En 1948 fue elegido para la Cámara de Diputados como representante de Alessandria, su ciudad natal, en las listas del Partido Comunista Italiano, que en aquellos tiempos formaba parte del Frente Democrático Popular.
Estuvo activo en el seno del partido hasta su entrada en el senado en 1963. Abandonó el senado en 1968 para trabajar en la empresa petrolera ENI.
Walter Audisio murió cinco años más tarde, en 1973, de un infarto de miocardio. Sus memorias, tituladas In nome del popolo italiano («En nombre del pueblo italiano»), se publicaron en 1975, dos años después de su muerte.